# Нижанківський Богдан Амбросійович
Богда́н Амбро́сійович Нижанкі́вський (*24 листопада 1909, Золочів, Львівська область -  †19 січня 1986, Детройт, США) - український (галицький) поет і прозаїк. Псевдонім - Бабай. 

## Життєпис
Народився в родині актора Амбросія Нижанківського. До Другої світової війни жив у Львові. Під час війни емігрував до Німеччини; там брав живу участь у літературному та театральному житті українських емігрантів. На початку 1950-х років переїхав до США. Мешкав у Детройті.

## Творчість
Прийшов в українську літературу як прозаїк, і жанр оповідання в нього найсильніший. Мав успіхи в гумористичній поезії, що її друкував під псевдонімом «Бабай» у журналі «Лис Микита». У прозових творах показав витонченість смаку і майстерну контролю засобів.
У його творах дуже помітні впливи, присутні в багатьох тогочасних поетів Галичини: з одного боку, радянська поезія 1920—1930-х років, а з другого — Празька школа поетів. Зміст творів часто торкається вічних філософських питань життя і смерти, мети в житті, чітко простежуються настрої людини, яка відірвана від Батьківщини. Звідси настрої самотності, протистояння зі світом, який для поета є «каменем».
Водночас автор свідомий значимості творчої діяльності українців, що живуть за межами України: «Література і мистецтво,— це факти, які свідчать і свідчитимуть про наше існування на чужині за 20, 50 і за 100 років».
Автор поетичних збірок «Терпке вино» (1942), «Щедрість» (1947), «Вагота» (1953), «Вірші іронічні, сатиричні і комічні» (1959), «Каруселя віршів» (1976), «Марципани і витребеньки» (1983); збірок оповідань і нарисів «Вулиця» (1936), «Актор говорить» (1936), «Новели» (1941), повісті «Свято на оселі» (1975).

## Твори
- Поезія: «Терпке вино» (Краків-Львів, 1942); «Щедрість» Реґенсбург, 1947); «Вагота» (Детройт, 1953).
- Проза: «Вулиця», оповідання (Львів, 1936); «Актор говорить», нариси (Львів, 1936); «Новели» (Київ, 1941).
- Гумор: «Бабай: Вірші іронічні, сатиричні і комічні» (Буенос-Айрес, 1959).

## Тексти
Богдан Нижанківський: https://zbruc.eu/taxonomy/term/29314
Нижанківський Б. Свято на оселі. https://diasporiana.org.ua/proza/2076-nizhankivskiy-b-svyato-na-oseli/
Нижанківський Б. Щедрість. https://diasporiana.org.ua/poeziya/nyzhankivskyj-b-shhedrist/
Нижанківський Б. Бабай. Вірші іронічні, сатиричні і комічні: https://diasporiana.org.ua/poeziya/14514-babay-virshi-ironichni-satirichni-i-komichni/
БОГДАН НИЖАНКІВСЬКИЙ. БАБАЙ У ПЕРСПЕКТИВІ // Сучасність. 1984. №6. С.3-12 : https://shron2.chtyvo.org.ua/Suchasnist/1984_N06_278.pdf?PHPSESSID=6r9cvq7nil4dj6dh7bhrmkrtb3
Богдан Нижанківський. XX СТОРІЧЧЯ УКРАЇНСЬКОЇ ПОЕЗІЇ. АНТОЛОГІЯ «ВІТЧИЗНИ» // Вітчизна. №7-8. 2006. : http://vitchyzna.ukrlife.org/7_8_06nyzhan.htm
Богдан Нижанківський. Вулиця. Упорядкування Василя Габора. Львів: ЛА "Піраміда", 2017. Серія "Приватна колекція".
Богдан Нижанківський. Бабай. Унікальний квиток до Львова. Вірші іронічні, сатиричні, комічні.... Упорядкування Василя Габора. Львів: ЛА "Піраміда", 2018. Серія "Приватна колекція".
Богдан Нижанківський. Життя як театр. Упорядкування Василя Габора. Львів: ЛА "Піраміда", 2019. Серія "Приватна колекція".
Богдан Нижанківський. "Дванадцятка". Наймолодша львівська богема тридцятих років // Пів чорної: каварняні настрої Львова та українстка богема доби "Молодої Музи" і "Дванадцятки і все довкола них. Антологія для родинного читання за філіжанкою кави. Упорядкування Василя Габора. Львів: ЛА "Піраміда", 2021. Серія "Приватна колекція". С.143-153.

## Аудіозаписи текстів
Богдан Нижанківський. "Яблуко червоне": https://www.youtube.com/watch?v=GTwwh3jlBCM